# Géderlak
Géderlak este un sat în districtul Kalocsa, județul Bács-Kiskun, Ungaria, având o populație de 1.092 de locuitori (2011). 

## Demografie
Componența etnică a satului Géderlak
     Maghiari (96,98%)
     Romi (2,44%)
     Germani (0,58%)
Componența confesională a satului Géderlak
     Romano-catolici (62,45%)
     Reformați (6,59%)
     Fără religie (3,3%)
     Necunoscută (27,2%)
     Luterani (0,46%)
Conform recensământului din 2011, satul Géderlak avea 1.092 de locuitori. Din punct de vedere etnic, majoritatea locuitorilor (96,98%) erau maghiari, cu o minoritate de romi (2,44%).  Din punct de vedere confesional, majoritatea locuitorilor (62,45%) erau romano-catolici, existând și minorități de reformați (6,59%) și persoane fără religie (3,3%). Pentru 27,2% din locuitori nu este cunoscută apartenența confesională.